# Ralph Tester
Ralph Paterson Tester (* 2. Juni 1902; † im Mai 1998) war ein britischer Linguist und Offizier. Während des Zweiten Weltkrieges arbeitete er in leitender Position in der Government Code and Cypher School (GC&CS) (deutsch etwa: „Staatliche Code- und Chiffrenschule“) im englischen Bletchley Park (B.P.), also der militärischen Dienststelle, die sich erfolgreich mit der Entzifferung des deutschen Nachrichtenverkehrs befasste.

## Leben
Vor dem Zweiten Weltkrieg war Ralph Tester Buchhalter. Er hatte in dieser Funktion mehrere Jahre bei Unilever in Deutschland gearbeitet und war dementsprechend mit der deutschen Kultur und Sprache gut vertraut. Im Jahr 1939, bei Ausbruch des Krieges, arbeitete er für den Abhördienst der BBC, der speziell die Propagandasendungen des deutschen Rundfunks auswertete. Kurz darauf wurde er in die Streitkräfte des Vereinigten Königreichs einberufen und nach B.P. versetzt. Im Rang eines Majors, und später als Colonel (Oberst), leitete er ab 1941 zunächst eine kleine Gruppe von Kryptoanalytikern, deren Aufgabe es war, Playfair-Verschlüsselungen zu brechen, wie sie damals von der deutschen Polizei verwendet wurden.
Am 1. Juli des folgenden Jahres 1942 änderte sich die Aufgabe. Von nun an galt es, den wichtigen militärischen Funkverkehr zu entziffern, der mit der deutschen Lorenz-Schlüsselmaschine verschlüsselt war. Die Wehrmacht nutze diese hochkomplexe Schlüsselmaschine (Eigenbezeichnung: Schlüsselzusatz 42; kurz: SZ 42) zur Verschlüsselung ihrer strategischen Fernschreibverbindungen, insbesondere zwischen dem OKW mit Sitz in Wünsdorf nahe Berlin und den Armeehauptquartieren in Städten wie Rom, Paris, Athen, Kopenhagen, Oslo, Königsberg, Riga, Belgrad, Bukarest und Tunis. Die Briten gaben ihm den Decknamen Tunny („Thunfisch“). Nachdem im Frühjahr des Jahres 1942 Bill Tutte der erste Einbruch in Tunny gelungen war, sollte Tester und sein Team die Entzifferungsarbeit nun übernehmen und routinemäßig fortsetzen. Tester gelang dies in der nun nach ihm als Testery benannten Organisationseinheit. Mit großem Einfühlungsvermögen, Menschenkenntnis und Organisationstalent leitete er seine Gruppe erfolgreich bis zum siegreichen Ende des Krieges in Europa, als die Personalstärke auf 118 Mitarbeiterinnen und Mitarbeiter angestiegen war, darunter neun Kryptoanalytiker.
Kurze Zeit war er danach noch Mitglied im britisch-amerikanischen TICOM-Team (Target Intelligence Committee), einer Organisation, die gegen Kriegsende nach deutschen Kryptologen suchte und diese bezüglich ihrer Maschinen und Methoden verhörte. Anschließend kehrte er zu seinem alten Arbeitgeber Unilever zurück.
Ralph Tester war ein blendender Organisator und zeichnete sich durch herausragende Führungsqualitäten aus. Er umsorgte seine jungen Mitarbeiter wie ein Vater. Einer von ihnen, der damals gerade 19 Jahre „alt“ gewordene Kryptoanalytiker Donald Michie erinnerte sich später an die folgende Anekdote: Es war gegen Ende 1942, während der Zeit, als sich das deutsche Afrika-Korps unter Erwin Rommel nach der Schlacht von El Alamein nach Tunesien zurückziehen musste, als sich plötzlich die deutschen Verschlüsselungsprozeduren änderten. Dies führte zu einem kritischen Black-out (Aussetzer) und einem Versagen der Briten, weiterhin die deutschen Fernschreiben auf der Strecke von Berlin nach Tunis „mitlesen“ zu können. Dementsprechend war die Stimmung „im Keller“. Der Chef, dessen kryptanalytische Fähigkeiten bei weitem nicht ausreichten, um seinem Team damit zu helfen, blieb rund um die Uhr bei ihnen und verstand es, sie zu motivieren und die Stimmung wieder zu heben. Taktvoll sagte der damals gerade Vierzigjährige zu seinen nur gut halb so alten Codebreakers: „You know, it's easy for me. Most things go downhill with age. Stamina for some reason goes the other way. So you're no good at this sort of thing until you're at least forty. Another coffee, anyone?“ (deutsch: „Wisst ihr, für mich ist es leicht. Mit dem Alter geht es mit den meisten Sachen bergab. Aber aus irgend einem Grund ist es mit der Ausdauer anders. Darin seid ihr noch nicht so gut, solange ihr nicht mindestens Vierzig seid. Möchte noch jemand einen Kaffee?“)